# 폴리스 (드라마)
《폴리스》는 1994년 1월 26일부터 1994년 3월 24일까지 방영된 KBS 2TV 수목 드라마이다.

## 등장 인물

### 주요 인물
- 이병헌 : 오혜성 역(아역 최상혁) - 경찰대학 생도 → 경위 → 경감
- 오현경 : 송채연 역 - 오혜성 경감의 아내
- 독고영재 : 마동탁 역 - 서울지검 강력부 검사
- 이승연 : 홍미란 역 - 경사 → 경위
- 김호진 : 배도협 역 - 경찰대학 생도 → 경위
- 엄정화 : 최엄지 역

### 주변 인물
- 박근형 : 가네스기 지로 (푸른룡 아오류) 역 - 한일 조폭 두목
- 장항선 : 황대치 역 - 가네스기의 부하
- 박준규 : 황준치 역 - 황대치의 동생
- 김용건 : 손병도 역 - 특별수사부 부장검사
- 전무송 : 오혜성 경감의 아버지 역
- 홍성민 : 송 회장 역 - 송채연의 아버지
- 서승현 : 송채연의 어머니 역
- 김영인 : 백두산 역 - 경사 → 경위
- 허진 : 백두산의 아내 역
- 심양홍 : 한가람 역 - 국회의원
- 정미숙 : 한유나 역 - 한가람의 딸
- 조상구 : 하국상 역 - 특별수사부 비밀 정보원
- 진운성 : 최경도 역 - 특별수사부 경사

### 그 외 인물
- 오성열
- 신귀식
- 김혜정
- 장기용
- 백인철
- 이성용
- 이일웅
- 나기수
- 손종범
- 정국진
- 이신재
- 이미경
- 이한위
- 봉혜선
- 윤진호
- 이일재
- 김기섭
- 김원배
- 김봉근
- 윤진호
- 함석훈
- 김정아
- 홍륜의

## 결방 사유
- 1994년 2월 9일 : 설 특선 영화 《김의 전쟁》 편성으로 결방
- 1994년 2월 10일 : 설 특선 영화 《장군의 아들 3》 편성으로 결방

| KBS 2TV 수목 드라마                         | KBS 2TV 수목 드라마                        | KBS 2TV 수목 드라마                                 |
| 이전 작품                                   | 작품명                                     | 다음 작품                                           |
| ------------------------------------------- | ------------------------------------------ | --------------------------------------------------- |
| 왕십리 (1993년 12월 15일 ~ 1994년 1월 20일) | 폴리스 (1994년 1월 26일 ~ 1994년 3월 24일) | 사라비아 공화국 (1994년 3월 30일 ~ 1994년 5월 19일) |